# Scelotes fitzsimonsi
Espèce
Statut de conservation UICN

 LC  : Préoccupation mineure
Scelotes fitzsimonsi est une espèce de sauriens de la famille des Scincidae.

## Répartition
Cette espèce vit dans la province de Maputo (Mozambique) et dans la province du KwaZulu-Natal (Afrique du Sud).

## Étymologie
Cette espèce est nommée en l'honneur de Vivian Frederick Maynard FitzSimons.

## Publication originale
- Broadley, 1994 : The genus Scelotes Fitzinger (Reptilia: Scincidae) in Mozambique, Swaziland and Natal, South Africa. Annals of the Natal Museum, vol. 35, p. 237-259 (texte intégral).